# Stanisław Hochuł

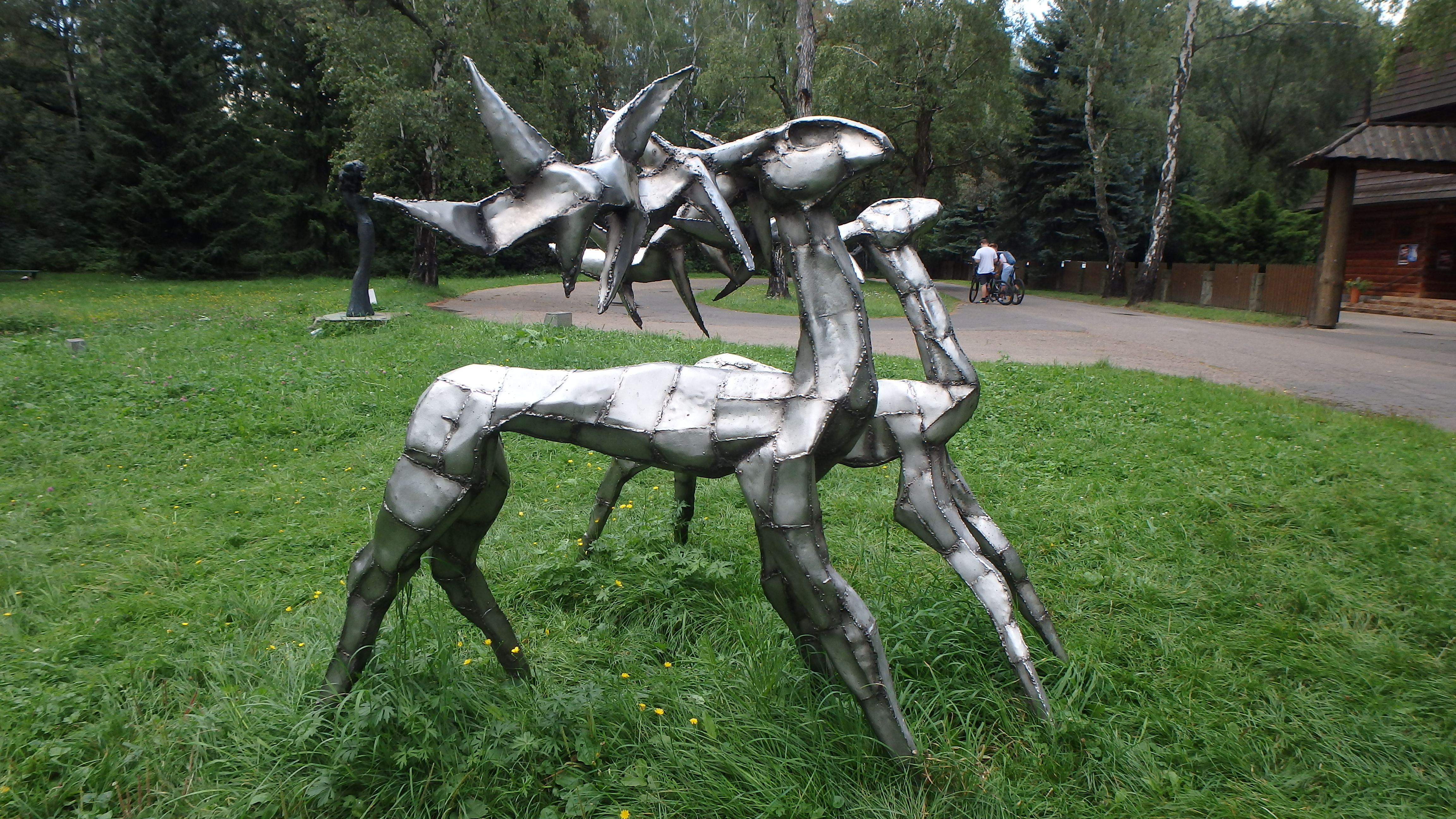
Rzeźba Stanisława Hochuła w Parku Śląskim w 2016 roku

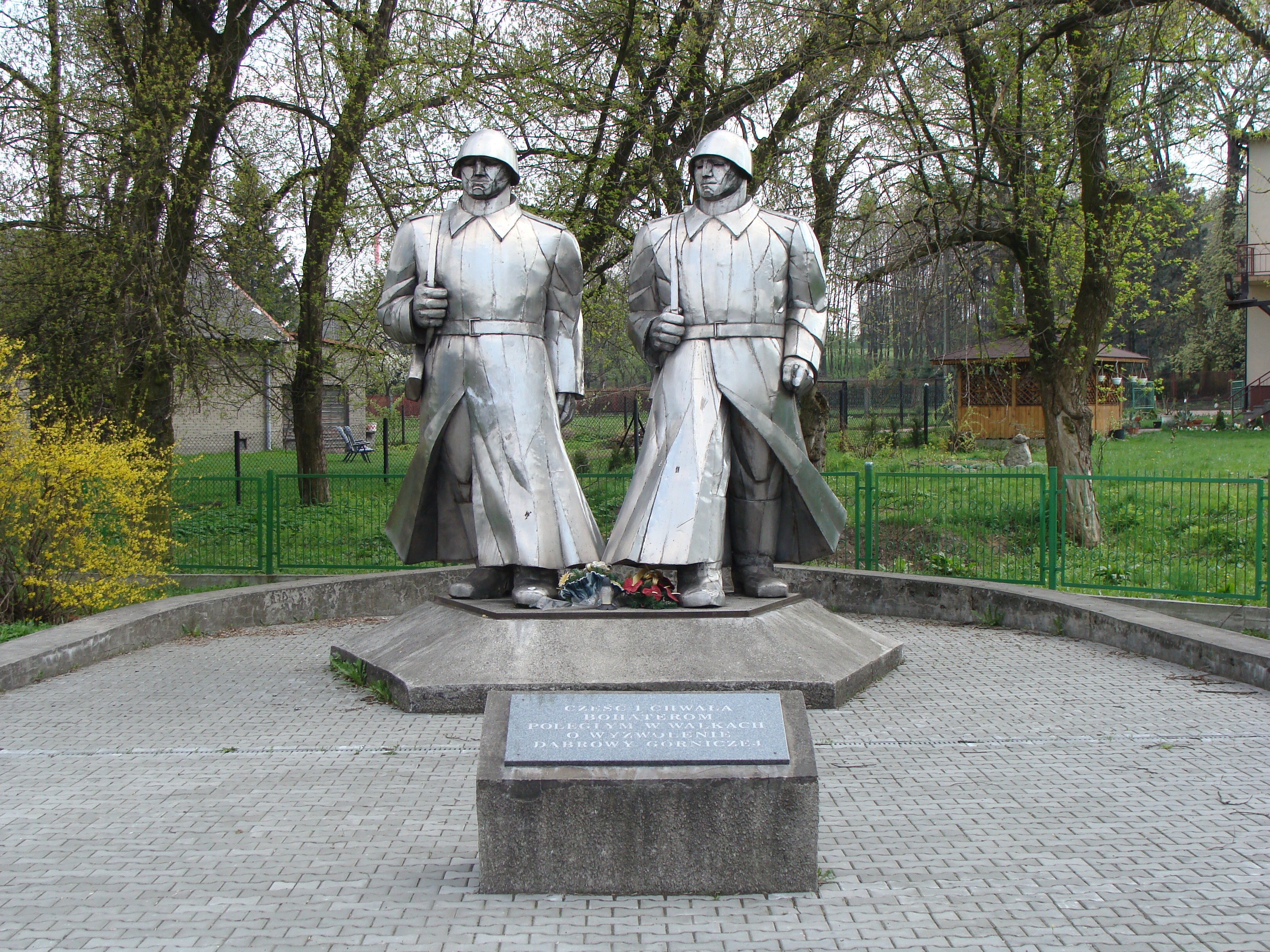
Pomnik Wdzięczności w Dąbrowie Górniczej w 2011 roku

Stanisław Hochuł (ur. 14 października 1935 w Goczałkowicach) – artysta rzeźbiarz, były wykładowca ASP w Katowicach.
Rzeźbiarz ukończył Liceum Technik Plastycznych w Bielsku-Białej. Jest absolwentem Akademii Sztuk Pięknych w Krakowie (Wydział Rzeźby), gdzie studiował w pracowni Jacka Pugeta.
Artysta jest członkiem Związku Polskich Artystów Plastyków od 1962. Pierwszym poważniejszym zleceniem było wykonanie dwóch orłów i popiersia Aleksandra Zawadzkiego dla Urzędu Wojewódzkiego w Katowicach w roku 1966.

## Wybrane dzieła
- Na pływalni w Wojewódzkim Parku Kultury i Wypoczynku w Chorzowie - Zdjęcie
- Św. Jerzy w kościele parafialnym w Goczałkowicach
- Jezus na krzyżu w kościele parafialnym w Goczałkowicach
- Fontanna Ryby w Goczałkowicach-Zdroju
- Pomnik Ofiar Katynia na katowickim Placu Andrzeja
- Pomnik Wdzięczności w Dąbrowie Górniczej (zdemontowany)